# هری ماسکری
هری ماسکری (به انگلیسی: Harry Maskrey) بازیکن فوتبال زادهٔ ۸ اکتبر ۱۸۸۰ اهل انگلستان بود که سابقهٔ بازی در تیم ملی فوتبال انگلستان را در کارنامهٔ خود دارد. وی در تاریخ ۱۵ فوریه ۱۹۰۸ تنها بازی ملی خود را در مقابل تیم ملی فوتبال ایرلند انجام داد.